# Jan Wifstrand
Jan Albert Nikolaos Wifstrand, född 22 april 1954 i Lund, är en svensk journalist och entreprenör i mediebranschen, son till Albert och Mailice Wifstrand.

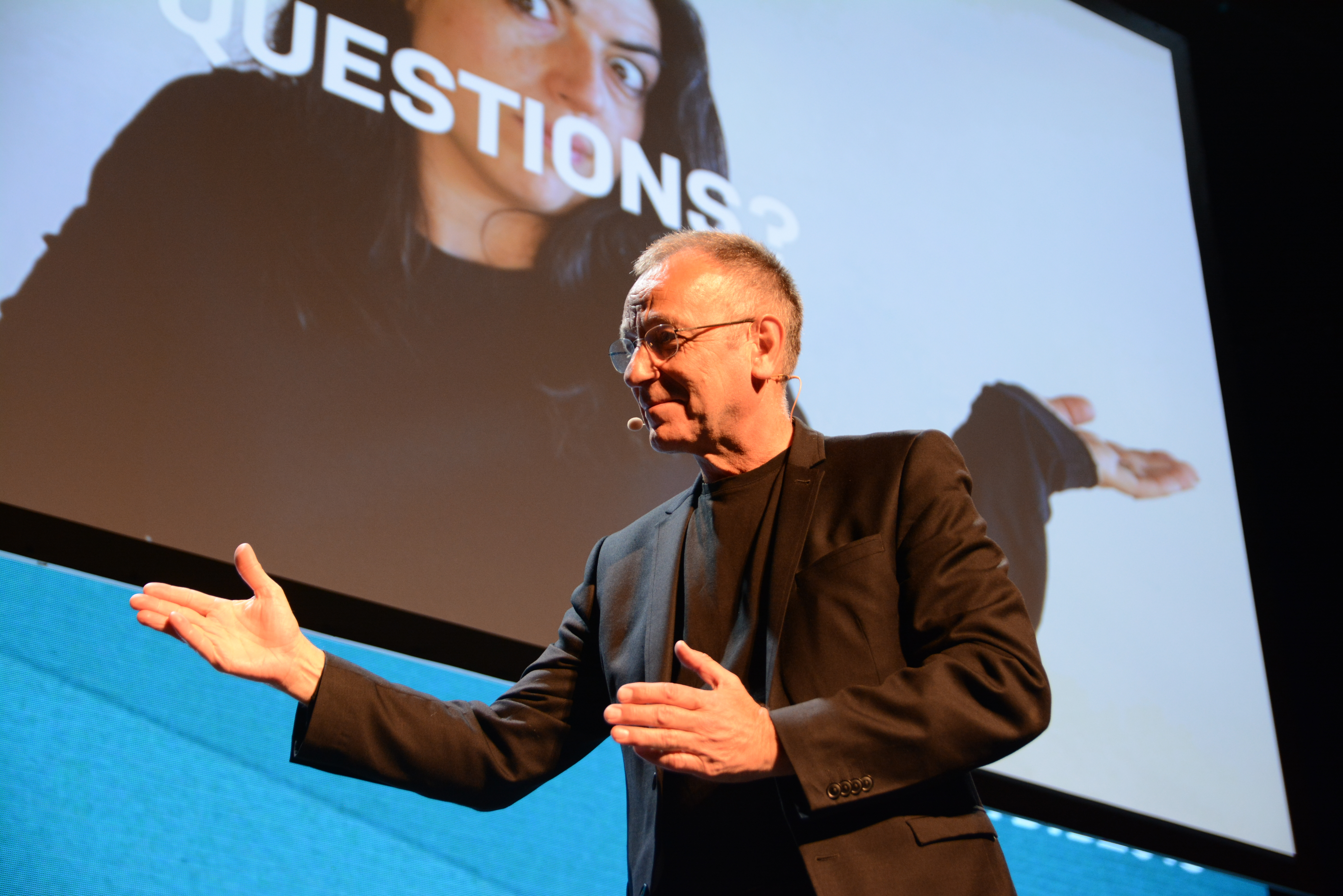

Wifstrand studerade språk och juridik, men avbröt de studierna, och studerade därefter på Journalisthögskolan i Göteborg. Han var anställd på Dagens Nyheter 1985–1991 som ekonomireporter, därefter chef för ekonomiredaktionen och sedan som biträdande redaktionschef för tidningen. Därefter var han verksam som ansvarig utgivare och chefredaktör för Sydsvenskan 1992-1998. Under 1999 var han rådgivare åt norska Schibstedkoncernen. Från 2003 till september 2006 var Wifstrand ansvarig utgivare och chefredaktör för Dagens Nyheter, där han efterträdde Hans Bergström.
I januari 2000 startade Wifstrand nyhetstjänsten Rapidus som bevakar tillväxtföretag i Öresundsregionen och köpte i juni 2007 nyhetsbyrån Nytt från Öresund som rapporterar om övriga icke-ekonomiska nyheter från Öresundsregionen. Wifstrand äger Rapidus och är bolagets styrelseordförande.
Dessutom är Wifstrand ledamot i styrelserna för Grand Hotel, Lund och Svenska Handbollslandslaget AB. Han har tidigare varit styrelseledamot i kommunikationsbyrån Scandvision, tidskriften Vi, mediehuset Ingeniøren, Berghs School of Communication samt stiftelsen Friends.